# سامورایی کماندو: مأموریت ۱۵۴۹
سامورایی کماندو: مأموریت ۱۵۴۹ (به ژاپنی: 戦国自衛隊1549 Sengoku Jieitai 1549) یک فیلم بلند ژاپنی و به همراه مانگا با تمرکز بر ماجراهای مدرن روز ژاپن و سفر در زمان و رفتن به دوره سنگوکو تاریخ ژاپن است.